# Xanthorhoe capnoessa
Xanthorhoe capnoessa är en fjärilsart som beskrevs av Fletcher 1958. Xanthorhoe capnoessa ingår i släktet Xanthorhoe och familjen mätare. Inga underarter finns listade i Catalogue of Life.